# Ardisia sessilifolia
Ardisia sessilifolia är en viveväxtart som beskrevs av Carl Christian Mez. Ardisia sessilifolia ingår i släktet Ardisia och familjen viveväxter. Inga underarter finns listade i Catalogue of Life.